# Erdődi János (tanár)
Erdődi János (Késmárk, 1844 – Budapest, 1904. március 31.) képzőintézeti igazgató-tanár.

## Élete
A gimnáziumot Lőcsén, Rozsnyón, Sárospatakon, a tanítóképzőt pedig Kassán végezte. Egy ideig jogot is tanult. Iskoláit nyomor között végezte, mert szülei szegények voltak, két tanára ebéddel és tanulótársai egy-egy darab kenyérrel, ruhával és néhány krajcárral segítették. 1865-ben nevelősködött. 1866-ban a sárospataki népiskola tanítója és 1869-ben ugyanott a tanfelügyelőségnél tollnok, 1870-ben kassai tanító és a tanítóképző gyakorló iskolájának vezetője lett. 1871-ben helyettesítette a külföldre kiküldött Dölle Ödön igazgatót és az ugyanezen évben tartott póttanfolyamon előadta az írvaolvasást és a magyar nyelvtant. 1872-ben kiküldetett Svájcba (Münchenbuchseeba); visszatérte után (1873) képzőintézeti tanárrá, 1876-ban igazgató-tanárrá nevezték ki.

## Művei
- Földrajz a kassai (abaujmegyei) népiskolák számára. Sárospatak, 1873 (4. kiadás 1879)
- Földrajz a népiskolák IV. oszt. számára... (2. jav. kiadás. Bpest, 1875. 4. átd. k. Uo. 1880)
- Földrajz tanodai s magán használatra... (3. átd. kiad. Bpest, 1880)
- Neveléstani jegyzetek... 1875 (kézirat gyanánt)
- Vezérkönyv a népiskolai számolástanításhoz, I., II. és III. oszt. számára. Kassa, 1878. Három füzet
- A nyelvoktatás módszertana. Bpest, 1880
- Neveléstan. Kassa, 1881 (Három részben: I. Embertan, II. Neveléstan, III. Neveléstörténet. 2. átd. k. Bpest, 1889–90)
- A történettudományi tárgyak módszertana. Bpest, 1882
- Természetrajz és természettan módszertana. Bpest, 1882 (5. átd. k. Uo. 1887)
- A számolás módszertana... 1882
- A népiskolai nyelvtanitás módjának vázlata. Bpest, 1886
- Római katholikus kántorkönyvecske tanítóképző-intézeti tanulók számára. Kassa, Bernovits Ny., 1888